# Раевская, Екатерина Ивановна
Екатерина Ивановна Раевская (урожд. Бибикова; 1817—1899) — русская писательница и художница.

## Биография
Родилась 15 (27) ноября 1817 года в селе Сергеевское Данковского уезда Рязанской губернии. Её отец, ставший позднее действительным статским советником, Иван Петрович Бибиков (1787—1856) был участником Отечественной войны 1812 года (служил адъютантом при генерале Тормасове), затем жандармом; на основании его доноса был отправлен из студентов в военную службу А. И. Полежаев. Её мать, Софья Гавриловна Бибикова, дочь генерал-майора Гавриила Ильича Бибикова (1747—1803). Екатерина Ивановна вспоминала, что при жизни Гаврилы Ильича и после него вся семья проводила лето в подмосковной усадьбе Гребнево. «Дом там стоял огромный, каменный, окруженный большими садами, среди которых были огромные пруды с некоторыми на них островами, а на островах также были посажены сады и выстроены беседки. Когда приезжали гости из соседства или из Москвы, тогда запрягали линейки, ездили всем обществом по широким дорожкам сада, на пароме переправлялись через пруд и в беседке пили чай».
Получила прекрасное домашнее образование, великолепно знала русский язык и свободно владела французским, английским, итальянским, немецким, польским и латинским языками.
Училась также в Школе живописи, была ученицей портретиста П. Ф. Соколова, высоко ценившего её талант. Самый известный портрет, написанный ей — акварельный портрет Александра Ивановича Полежаева, который в 1834 году гостил в семье Бибиковых, на даче в подмосковном имении Ильинское. Ещё один, написанный ею портрет — Михаила Семёновича Щепкина; в одной театральной газете Е. И. Раевская напечатала заметку о нём: «К портрету Михаила Семеновича Щепкина».
С 1856 года она была хорошо знакома с Л. Н. Толстым.
Увлекаясь садоводством, она разводила яблони и розы и произвела посадку как в имении Никитское, Епифанского уезда, так и в выделенном при замужестве её дочери хуторе Данковского уезда Рязанской губернии, где она распланировала сады и парк. На этом хуторе «Утёс» (Мордвиновка), в двух километрах от д. Бегичевки (ныне д. Бегичево в Липецкой области) она и жила до конца жизни. На хутор часто приезжали известные писатели, художники, артисты: И. Репин, В. Васнецов, И. Айвазовский, Н. Философов и другие.
Умерла осенью 1899 года.

## Литературная деятельность
Занималась литературным трудом, писала мемуары. Её первые рассказы и очерки публиковались в журналах «Современник», «Отечественные записки», «Библиотека для чтения», «Москвитянин». В 1870 году был опубликован цикл её повестей и рассказов «Степные слуги». В 1880—1890 годах некоторые отрывки из её воспоминаний печатались под псевдонимом «Старушка из степи» в журналах «Русский архив», «Исторический вестник», «Неделя»:
«Русский архив»
- «Встреча с Полежаевым» (1882. — III (6). — С. 233—243);
- «В память В. А. Золотова» (1883. — I (1). — С. 200—206);
- «Из памятной книги Е. И. Раевской. Декабристы (И. Г. Бибиков, кн. Валерьян Голицын, М. Н. Нарышкин)» (1883. — 1 (2). — С. 291—302);
- «Приживальщики и приживалки» (1883. — II (3). — С. 70—79);
- «Заметка о гр. Е. П. Растопчиной» (1885. — III (10). — С. 299—303);
- «В память немногих. О врачах (В. С. Георгиевский, Карл Мазинг, Д. В. Насонов, А. И. Дроздов)» (1888. — I (2). — С. 292—310);
- «Из воспоминаний Е. И. Раевской. Барон Менгден. Князь Черкасский перед дуэлью. Его крестьяне» (1896. — I (2). — С. 220—240).

«Исторический вестник»
- «Вспоминания» (1898).

«Неделя»
- «Степные слуги» (1889. — ноябрь. — С. 1—33).

Её дневники, воспоминания о Л. Н. Толстом и его семье были опубликованы в 1938 году в Москве в «Летописях Государственного литературного музея». Она писала статьи и воспоминания по истории Данковского уезда. В последние годы жизни она работала над двухтомной «Хроникой села Баловнево за сто лет».
Ей также принадлежит «Опыт сравнительной грамматики русского и французского языка по методике академика Я. К. Грота» (М.: Е. Гербек, 1890. — 213 с.).
Е. И. Бибикова-Раевская заведовала музеем Куликовской битвы в имении Нечаевых  Полибино.

## Семья
Екатерина Ивановна Бибикова вышла замуж 9 января 1835 года за богатого тульского помещика Ивана Артемьевича Раевского (1815—1869), который в 1850 годах был Епифанским уездным предводителем дворянства, а в 1861 года  — мировым посредником.
У них родилось девять детей, в том числе сын — Иван Иванович Раевский (26.10.1835—26.11.1891) и дочь — Маргарита Ивановна Раевская (1856—1912), певица, которая была замужем за скрипачом Иваном Николаевичем Мордвиновым (1859—1917); в 1881 году на хуторе Утёс Данковского уезда Рязанской губернии у них родился сын Владимир.